# Temple d'Afrodita (Rodes)
El Temple d'Afrodita de l'illa de Rodes era un antic temple grec dedicat a la dea Afrodita a la ciutat de Rodes (actual Rodes), a Grècia. Les seues ruïnes són a la part nord-est del barri antic de Rodes.

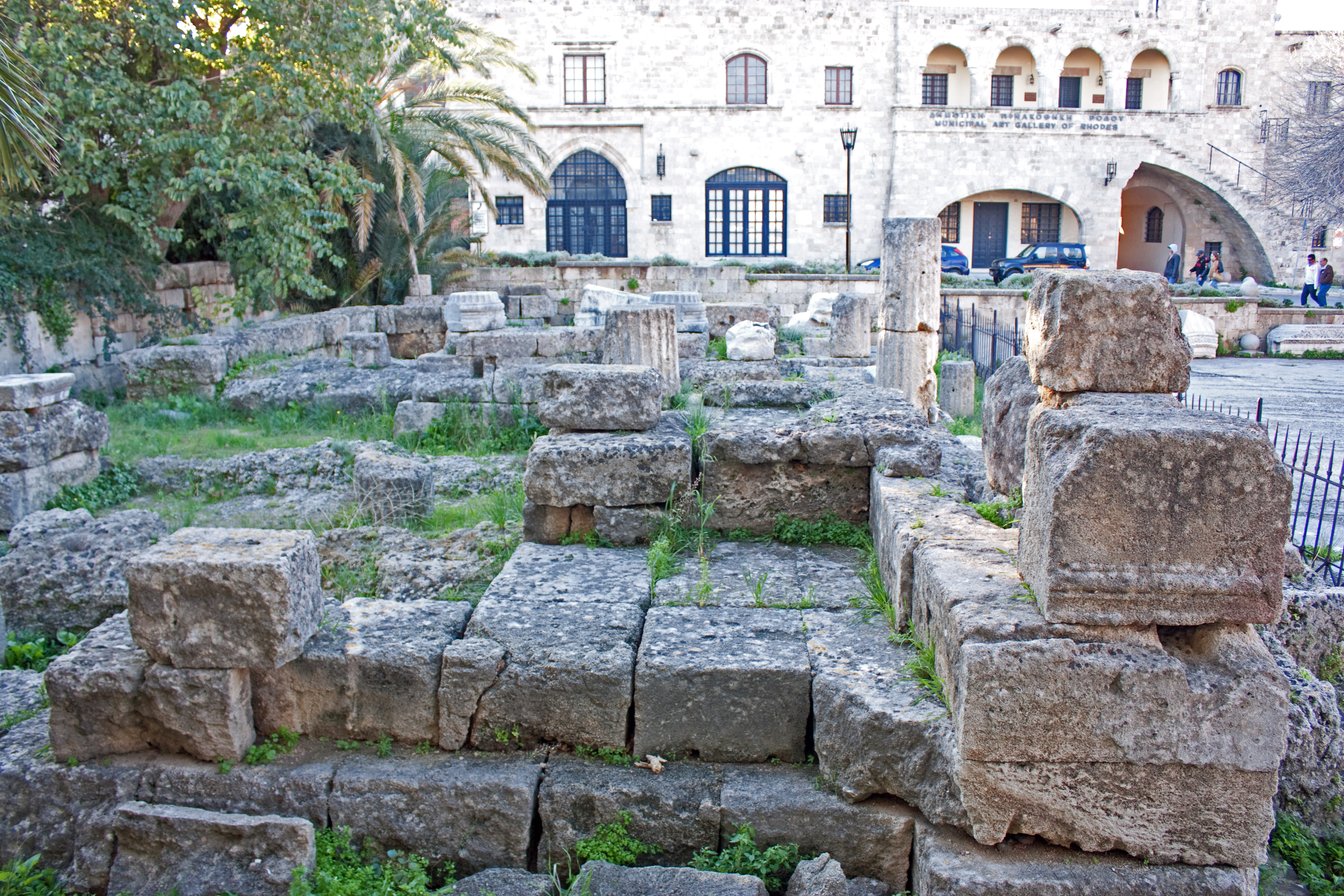
Ruïnes del temple

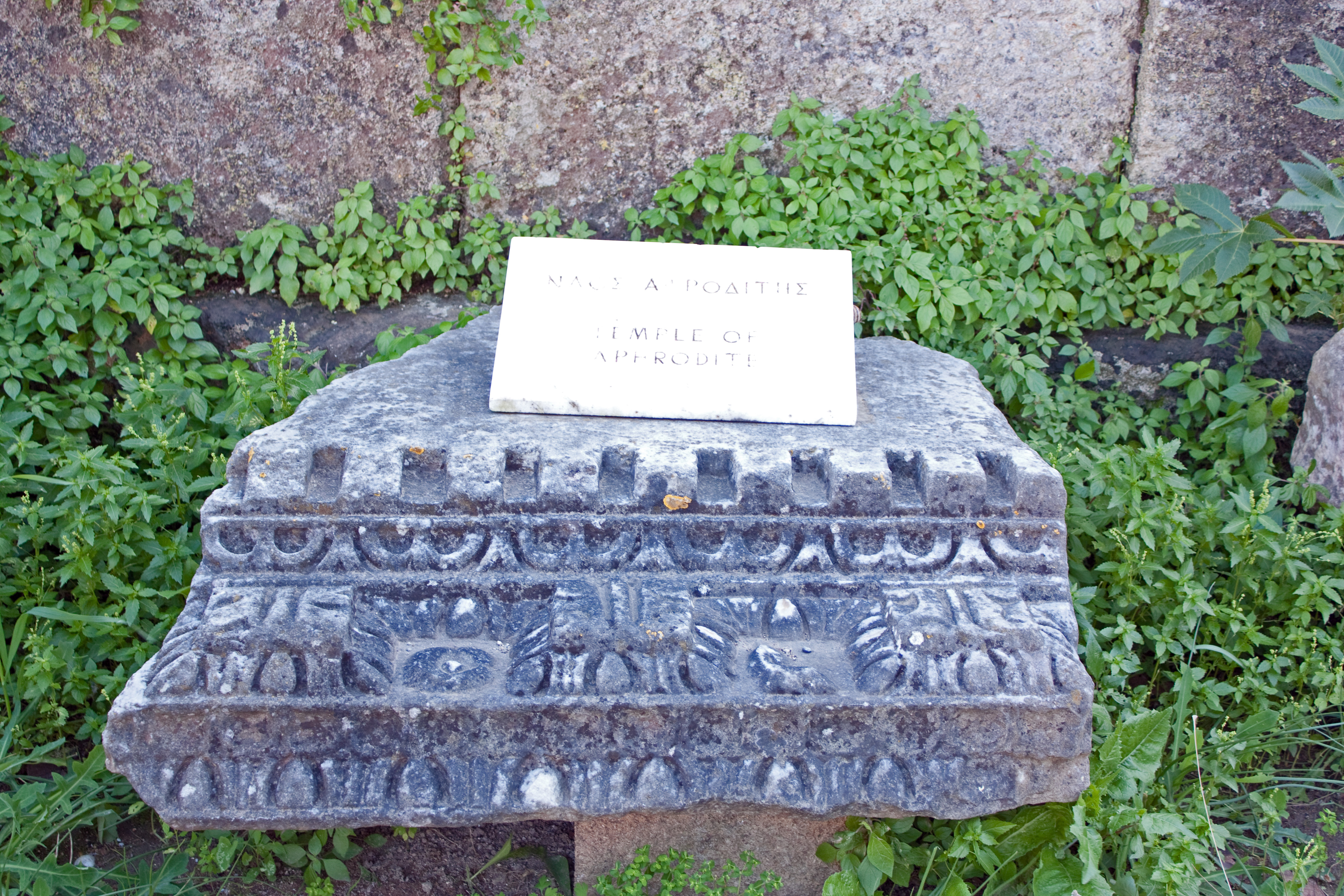
Element decoratiu del temple

Es va construir en el període hel·lenístic, l'any 200 abans de la nostra era. Es trobava a la zona entre el port principal i el militar. L'edifici seguia l'orientació habitual est-oest. Era petit i tenia columnes (pròstil in antis) als extrems. El material de construcció n'era la pedra calcària, recoberta d'estuc. Dins el temple, la naos tenia columnes jòniques en tres costats, que eren mitges columnes als costats llargs.
Els fonaments del temple i algunes altres parts, com els elements decoratius, han sobreviscut, i els pocs que resten són els més visibles de la ciutat baixa. Les ruïnes es troben a prop del Museu d'Art de la Ciutat de Rodes, just al nord del Museu Arqueològic de Rodes.
L'escultura Afrodita de Cnido del Museu Arqueològic de Rodes procedeix segurament d'aquest temple.